# Mubadala Citi DC Open 2024

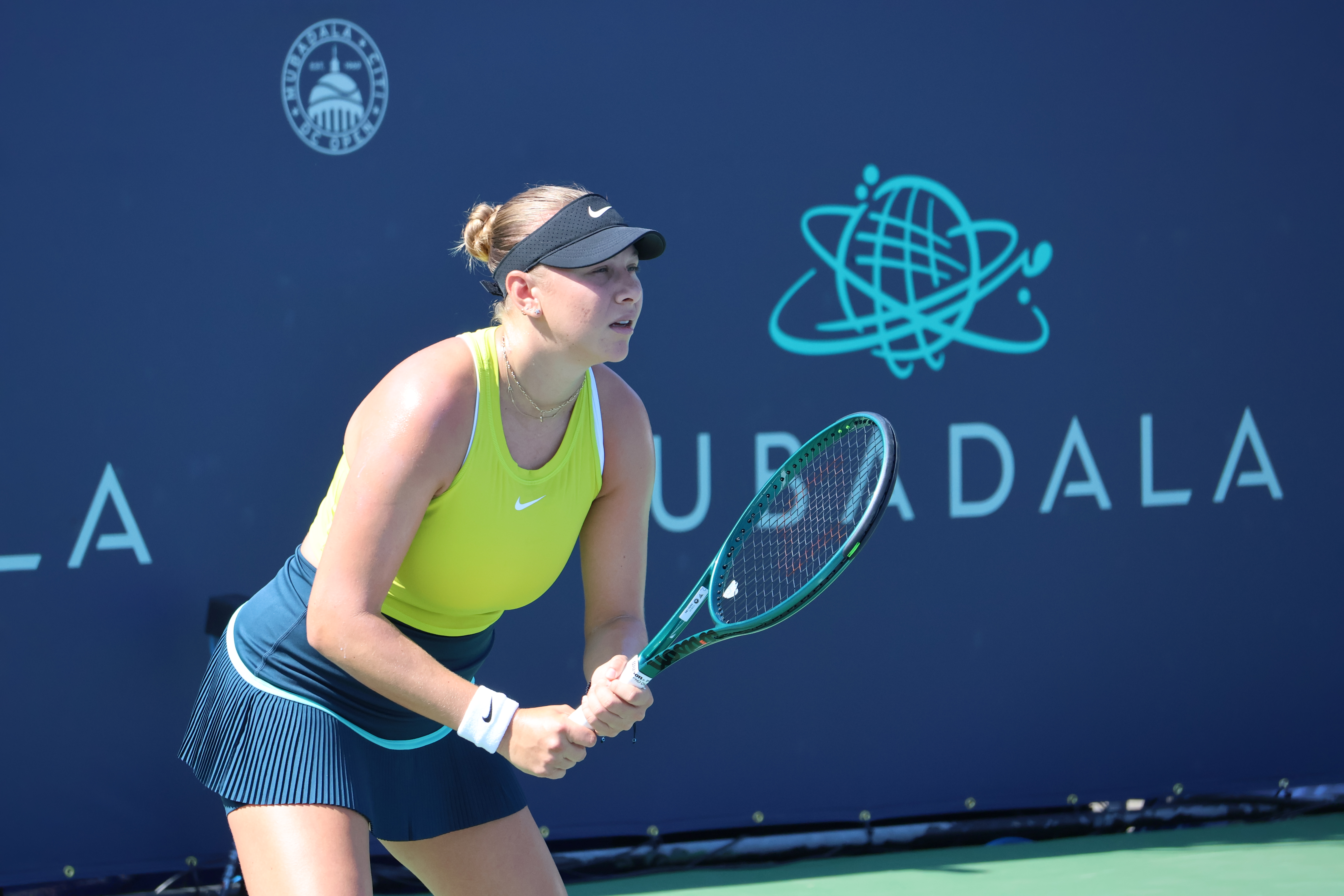
Amanda Anisimova in der zweiten Runde der Qualifikation bei den DC Open, 2024

Die Mubadala Citi DC Open 2024 waren ein Tennisturnier der WTA Tour 2024 für Damen und ein Tennisturnier der ATP Tour 2024 für Herren, welche zeitgleich vom 29. Juli bis 4. August 2024 in Washington, D.C. stattfanden.

## Herrenturnier
→ Hauptartikel: Mubadala Citi DC Open 2024/Herren
→ Qualifikation: Mubadala Citi DC Open 2024/Herren/Qualifikation

## Damenturnier
→ Hauptartikel: Mubadala Citi DC Open 2024/Damen
→ Qualifikation: Mubadala Citi DC Open 2024/Damen/Qualifikation